# Meijin
Meijin (произносится Мейджин) — российская компания, основанная в 1995 году, занимающаяся продажей, поставками и производством игровых компьютеров и рабочих станций.
Первая компания в России, которая представила и запустила в серийное производство компьютеры с системой водяного охлаждения и игровые компьютеры на базе Nvidia 3-Way SLI.
Является разработчиком программного продукта для организаций «КИС „Монополия“».

## История
1995 год — открыт розничный магазин компьютерной техники в Москве.
1997 год — запущен интернет-магазин с возможностью заказа компьютеров.
2006 год — заключено дистрибьюторское соглашение с компанией Silverstone, осуществлены первые поставки корпусов Silverstone в Россию. Производство компьютеров переведено на полностью алюминиевые корпуса. Запущена в производство серия медиа-центров на основе новой системы Microsoft Windows XP Media Center Edition.
2007 год — компания Nvidia присвоила статус сертифицированного партнера по производству SLI-систем. На международном конкурсе Intel медиа-центр Meijin стал призёром и признан лучшей моделью домашнего компьютера, созданного на основе технологии Intel Viiv.
2008 год — заключено дистрибьюторское соглашение с американской компанией Koolance. Запущен в серийное производство компьютер для геймеров с тремя видеокартами GTX280. На сайте компании запущены новые для российского интернета социальные функции: «Галерея компьютеров» и «Виртуальный конструктор компьютера».
2009 год — на конференции в Дубне компания представила персональный суперкомпьютер Meijin Tesla. Введена новая концепция компьютеров LE-Ready! (Liquid Edition Ready или дословно готов к водяному охлаждению). Модели этой серии были оснащены водяным охлаждением процессора и имели встроенный контур СВО, который можно было бы наращивать с течением времени.
2010 год — осуществлён запуск в серийное производство компьютеров с SSD-дисками.
2011 год — компания Intel присвоила статус «платинового партнера». Представлены решения на премьере процессоров Intel Core в России. На ежегодной выставке «ИгроМир» компания выступила в качестве генерального технического партнера 1С-СофтКлаб.
2012 год — компания расширила серии профессиональных продуктов, в ассортименте появились рендер-станции, кластерные модули, персональные суперкомпьютеры на базе Nvidia Tesla, вычислительный кластер на базе 12-ти процессоров NVIDIA Tesla. Появились решения «все в одном» — моноблоки под собственной торговой маркой. Запущен проект «Календарь игр и игровых акций», с самыми ожидаемыми компьютерными играми года и рекомендуемыми конфигурациями компьютеров.
2013 год — компания ASUS присвоила статус партнера уровня Platinum и отметила Meijin наградой за помощь в расширении бизнеса на территории России. На конкурсе NVIDIA для профессионалов в области производства компьютеров в номинации «Самый компактный игровой ПК» компания Meijin получила первое место. Ежегодный конкурс для энтузиастов компьютерного железа был выведен на новый уровень — финал «Реальные Железячники 2013» прошел в концертном зале ТЦ «Горбушкин Двор», ранее проводился только в онлайн режиме.
2017 год — Компания DigitalRazor, российский производитель игровых компьютеров премиального класса, приобретает бренд компании Meijin с правом использования товарной марки и доменных имен www.meijin.ru и www.meijin-gaming-pc.ru